# Pseudochirulus herbertensis
Pseudochirulus herbertensis is een zoogdier uit de familie van de kleine koeskoezen (Pseudocheiridae). De wetenschappelijke naam van de soort werd voor het eerst geldig gepubliceerd door Robert Collett in 1884.

## Uiterlijke kenmerken
De bovenkant van het lichaam is chocoladebruin tot zwart, de onderkant meestal wit, hoewel sommige delen lichtbruin kunnen zijn en sommige dieren volledig donkerbruin zijn. De dunne, donkere staart is aan de onderkant deels onbehaard. De punt is meestal wit. De kop-romplengte bedraagt 300 tot 400 mm, de staartlengte 330 tot 480 mm en het gewicht 800 tot 1500 g.

## Voorkomen
De soort komt voor in de regenwouden (boven 350 m) van Noordoost-Queensland, van Mount Lee tot de Lamb Range. Deze soort is 's nachts actief, leeft in bomen, is solitair en eet allerlei bladeren. Meestal worden de jongen tussen mei en juli geboren, twee per worp.